# 1721 en droit
Cet article présente les faits marquants de l'année 1721 en droit.

## Événements
- Tentative de soulèvement d'esclaves noirs en Caroline du Sud. La crainte de révoltes d’esclaves s'amplifie en Amérique du Nord dans les années 1720. En Virginie, les serviteurs blancs sont autorisés à rejoindre la milice en tant que substitut d'hommes libres. Des patrouilles pour la surveillance des esclaves sont organisées[1].
- 13 juin : traité de Madrid (es). Triple alliance France-Grande-Bretagne-Espagne. Guillaume Dubois cède la base de Pensacola en Floride, brise le monopole franco-espagnol de l’asiento noir au profit des Britanniques et renonce aux fortifications de Mardick près de Dunkerque.
- 10 septembre (30 août du calendrier julien) : la paix de Nystad, avec la médiation française, donne à la Russie les provinces suédoises de la Baltique (la Carélie, l’Ingrie, l’Estonie et la Livonie, Vyborg en Finlande méridionale) contre le paiement d’une indemnité de 2 millions d’écus[2]. En Allemagne, la Suède a perdu aux traités de Stockholm Brême-et-Verden et la majeure partie de la Poméranie occidentale. Fin de la Grande Guerre du Nord. Le tsar Pierre le Grand restaure à Nystad les anciens privilèges de la noblesse en Estonie.